# Sharpe erődje
A Sharpe erődje (Sharpe's Fortress) Bernard Cornwell Sharpe sorozatának harmadik (kronológiailag) könyve. A cselekmény Indiában zajlik és Sharpe Gavilgur ostrománál játszódó kalandjairól szól. A könyv először az Egyesült Királyságban jelent meg 1998. november 19-én a Harper Collins kiadó gondozásában. Magyarországon 2007. április 17-én a Gold Book kiadó adta ki.
|  | Alább a cselekmény részletei következnek! |

## Történet
1803 decembere. Richard Sharpe immár tisztként szolgál Sir Arthur Wellesley seregében, mely a marátha háborúnak próbál mihamarabb véget vetni. Sharpe-ot visszarendelik egy szállítóegységhez, ahol felfedezi régi ellensége, Obadiah Hakeswill őrmester árulását. A leleplezés során azonban egyedül találja magát a halálos veszélyben. Önbizalma és kincsei, Tipu szultán ékszerei visszaszerzése érdekében újrakezdi azt, amihez igazán ért: a harcot
Miközben bosszút esküdve kutatni kezd elárulói után, eljut Gavilgurhoz, egy látszólag bevehetetlen sziklaerődhöz a Dekkán-síkság fölött. Az erődöt a renegát angol, William Dodd védi, aki a Sharpe diadala című könyvben megszökött Sharpe elől. Dodd biztos benne, hogy egyetlen vörös kabátos sem juthat el hozzá, ám Sharpe kétségbeesésében csatlakozik Wellesley katonáihoz, akik épp rohamra indulnak az erőd falának rései ellen. És ott, Gavilgur szorosában, a magas falak és a halált szóró ágyúk alatt Sharpe úgy harcol, mint még sohasem.

## Szereplők
- Richard Sharpe zászlós – főhős.
- Sir Arthur Wellesley ezredes – később Wellington első hercege, a brit hadsereg indiai főparancsnoka.
- Obadiah Hakeswill őrmester – Sharpe egykori őrmestere, jelenleg ellenfele.
- William Dodd ezredes – renegát angol tiszt.
- Ahmed – Sharpe megbízható arab segítője.
- Syud Sevajee – a marátha szövetség erőinek parancsnoka, Sharpe régi jó barátja.

|  | Itt a vége a cselekmény részletezésének! |

## Magyarul
- Sharpe erődje; ford. Sándor Zoltán; Gold Book, Debrecen, 2007